# 克拉伦斯·西多夫
克拉伦斯·克莱德·西多夫（荷蘭語：Clarence Clyde Seedorf，發音：[ˈklɛrən ˈseːdɔr(ə)f] ⓘ；1976年4月1日—），生于蘇利南首都帕拉马里博，退役荷兰足球运动员。世界足壇最佳荷蘭巨星之一。球員時期他主要司职左中场，也可以踢前腰、中前卫以及右中场。

## 球员生涯
1992年10月28日，西多夫代表荷兰阿贾克斯俱乐部在荷甲联赛同VENLO队的比赛中出场。因此，他成为了阿贾克斯队历史上参加荷兰甲级联赛年龄最小的球员（16岁零211天）。
西多夫是欧洲足球史上第一位代表三个不同的俱乐部获得歐洲聯賽冠軍盃的球员。他在1995年、1998年、2003年和2007年分别代表阿贾克斯、皇家马德里和AC米兰四次举起过歐冠杯。
西多夫是个相当纯粹的中场球员。他的技术十分细腻，意识和大局观都非常出色，被认为是荷兰队的一位天才中场。尽管是右脚踢左路，但西多夫在AC米兰的中场运转中发挥稳定。西多夫在俱乐部队中和皮尔洛、卡卡和加图索组成的中场非常稳定，一直是AC米兰的主力配置。在荷兰国家队，西多夫打的是前腰，更喜欢在中路控球和寻找空档。此外，他的远射也相当有威胁，效力皇马時對马德里竞技俱乐部射入一脚三十多碼的远射。
2006-2007赛季中，西多夫多次作为前腰出场，即可独自打单前腰，也可在“圣诞树”阵形中与卡卡并存，表现出色。
因为在欧洲冠军联赛中的出色表现，西多夫在2006-2007赛季获得欧洲足联颁发的欧洲足联俱乐部最佳中场球员的奖项。
2012年5月13日，西多夫在联赛收官战对阵诺瓦拉的比赛中首发出场，这也是他在AC米兰的最后一场正式比赛。比赛中，西多夫助攻同样是最后一次出战的因扎吉攻入了制胜一球。

## 執教生涯
2014年1月，西多夫顶替下课的阿莱格里，出任AC米兰主教练。
2014年6月9日，从AC米兰教练一职下课。
2016年7月7日，中甲联赛球队深圳佳兆业官方宣布西多夫正式成为球队主教练，西多夫也成为卡纳瓦罗、费拉拉之后第3位执教中国第2级别联赛球队的意甲名宿，而且3人都曾在前广州恒大主教练里皮麾下效力。
2016年12月5日，深圳佳兆业宣布西多夫不再担任主教练一职。
2019年7月中，由於未能帶領喀麥隆國家足球隊衛冕非洲國家盃，其主教練一職被解僱。

## 效力俱乐部
- 1992-1995 在荷兰阿贾克斯开始职业生涯
- 1995-1996 效力于意大利桑普多利亚
- 1996-2000 效力于西班牙皇家马德里
- 2000-2002 于2000年4月1日中途加盟意大利国际米兰
- 2002-2012 与科科互换，加入意大利AC米兰

## 职业生涯全记录
| 赛季        | 效力球队   | 联赛           | 本土联赛 *1 | 本土联赛 *1 | 欧洲赛事 *2 | 欧洲赛事 *2 | 总数  | 总数 |
| ----------- | ---------- | -------------- | ----------- | ----------- | ----------- | ----------- | ----- | ---- |
| 赛季        | 效力球队   | 联赛           | 上阵        | 入球        | 上阵        | 入球        | 上阵  | 入球 |
| 1992-93     | 阿贾克斯   | 荷兰甲级联赛   | 12场        | 1球         | -           | -           | 12场  | 1球  |
| 1993-94     | 阿贾克斯   | 荷兰甲级联赛   | 19场        | 4球         | 2场         | 0球         | 21场  | 4球  |
| 1994-95     | 阿贾克斯   | 荷兰甲级联赛   | 34场        | 6球         | 11场        | 0球         | 45场  | 6球  |
| 1995-96     | 桑普多利亚 | 意大利甲级联赛 | 32场        | 3球         | -           | -           | 32场  | 3球  |
| 1996-97     | 皇家马德里 | 西班牙甲级联赛 | 38场        | 6球         | 0场         | 0球         | 38场  | 6球  |
| 1997-98     | 皇家马德里 | 西班牙甲级联赛 | 30场        | 0球         | -           | -           | 30场  | 0球  |
| 1998-99     | 皇家马德里 | 西班牙甲级联赛 | 36场        | 6球         | 11场        | 0球         | 47场  | 6球  |
| 1999-00     | 皇家马德里 | 西班牙甲级联赛 | 10场        | 0球         | 6场         | 0球         | 16场  | 0球  |
| 2000年4月起 | 国际米兰   | 意大利甲级联赛 | 20场        | 3球         | 0场         | 0球         | 20场  | 3球  |
| 2000-01     | 国际米兰   | 意大利甲级联赛 | 24场        | 2球         | 7场         | 3球         | 31场  | 5球  |
| 2001-02     | 国际米兰   | 意大利甲级联赛 | 20场        | 3球         | 10场        | 0球         | 30场  | 3球  |
| 2002-03     | AC米兰     | 意大利甲级联赛 | 29场        | 4球         | 16场        | 1球         | 45场  | 5球  |
| 2003-04     | AC米兰     | 意大利甲级联赛 | 29场        | 3球         | 8场         | 0球         | 37场  | 3球  |
| 2004-05     | AC米兰     | 意大利甲级联赛 | 32场        | 5球         | 13场        | 1球         | 45场  | 6球  |
| 累计        | 累计       | 累计           | 392场       | 49球        | 92场        | 8球         | 484场 | 57球 |

*1：并未包括意大利足协杯以及意大利超级杯的比赛
*2：并未包括欧洲超级杯的比赛

## 荣誉
阿贾克斯：
- 欧洲冠军联赛冠軍：1994-95
- 荷兰足球甲级联赛冠军：1993-94、1994-95

皇家马德里：
- 欧洲冠军联赛冠軍：1997-98
- 冠军: 1998
- 西甲联赛冠军：1996-97

AC米兰：
- 欧洲冠军联赛冠軍：2002-03，2006-07
- 歐洲超級杯冠軍：2003，2007
- 俱乐部世界杯冠軍：2007
- 意甲聯賽冠軍：2003-04, 2010-11
- 意大利杯冠軍：2002-03
- 意大利超级杯冠軍：2004

个人：
- 欧洲足联年度最佳阵容：2002、2007
- 歐洲足球俱樂部最佳中場：2006-07